# Bethlehem Township (Missouri)
Pour les articles homonymes, voir Bethlehem Township.
Bethlehem Township est un township du comté de Henry dans le Missouri, aux États-Unis,.
Le township est fondé en 1873 et baptisé en référence à une église baptiste, située dans ses frontières.

## Source de la traduction
- (en) Cet article est partiellement ou en totalité issu de l’article de Wikipédia en anglais intitulé « Bethlehem Township, Henry County, Missouri » (voir la liste des auteurs).